# Видонє
42°59′ пн. ш. 17°38′ сх. д. / 42.98° пн. ш. 17.64° сх. д.
Видонє (хорв. Vidonje) — населений пункт у Хорватії, у Дубровницько-Неретванській жупанії у складі громади Зажаблє.

## Населення
Населення за даними перепису 2011 року становило 1 осіб.
Динаміка чисельності населення поселення: